# Оздоев, Мурад Ахмедович
Мура́д (Мура́т) Ахме́дович Оздо́ев (10 марта 1922, Назрань, Горская АССР — 25 февраля 1999, Назрань, Ингушетия) — советский лётчик, младший лейтенант, участник Великой Отечественной войны, лётчик 431-го Краснознамённого истребительного авиационного полка 315-й Рижской истребительной авиационной дивизии 14-го Рижского истребительного авиационного корпуса 15-й воздушной армии 2-го Прибалтийского фронта, Герой Российской Федерации (1995).

## Биография
Родился 10 марта 1922 года в Назрани. После окончания школы работал на предприятиях Грозного. Окончил Грозненский аэроклуб.
В 1940 году начал службу в Красной Армии. В 1941 году окончил Армавирскую военную авиационную школу пилотов.
Воевал с самого начала Великой Отечественной войны. Воевал на Западном, Сталинградском, Брянском и 2-м Прибалтийском фронтах в составе 431-го истребительного авиационного полка. Летал на истребителях ЛаГГ-3, Як-1, Як-7, Як-9. В сентябре 1941 года в воздушных боях на Орловском направлении записал на свой счёт первый сбитый самолёт противника. За период войны совершил 248 боевых вылетов и лично сбил 8 самолётов противника.
25 января 1944 года при выполнении прикрытия штурмовки железнодорожной станции Маево Новосокольнического района Псковской области истребитель Оздоева был повреждён попаданием зенитного снаряда. Тогда он направил самолёт на эшелоны врага, а сам в последний момент выбросился с парашютом. Получил тяжёлые ранения и в бессознательном состоянии был пленён. Находился в концлагерях в Восточной Пруссии и Чехословакии. Дважды безуспешно пытался бежать. 8 мая 1945 года лагерь, где находился Мурад Оздоев, был освобождён советскими войсками.
Видевшие огненный таран Оздоева товарищи доложили о его гибели. Был посмертно представлен к званию Героя Советского Союза. Но 23 февраля 1944 года началась депортация ингушей в Среднюю Азию и награждение не состоялось. После освобождения Оздоев вернулся в свой полк, где был в радостью встречен товарищами. Его восстановили в звании и назначили командиром звена. Но в январе 1946 года по требованию органов госбезопасности был уволен из Вооружённых Сил и депортирован к своей семье в Акмолинскую область Казахстана. В 1957 году вернулся в Назрань.
Указом Президента Российской Федерации № 477 от 8 мая 1995 года за мужество и героизм в Великой Отечественной войне младшему лейтенанту авиации в отставке Оздоеву Мураду Ахмедовичу присвоено звание Героя Российской Федерации.
Скончался 25 февраля 1999 года.

## Память
- Имя Мурада Оздоева носит школа №2 в Назрани.
- В декабре 2020 года имя Мурада Оздоева присвоено отряду Юнармии школы №4 сельского поселения Кантышево[1].

## Семья
Сын — Казбек Оздоев. 
Внучатый племянник (внук брата) — Магомед Оздоев (род. 1992), российский футболист, полузащитник, игрок сборной России. 

## Награды
- Орден Красного Знамени;
- Орден Отечественной войны 1-й степени;
- Орден Отечественной войны 2-й степени;
- Орден Красной Звезды;
- Медали СССР;
- Медали РФ.